# Буттаева, Райганат Абдусаламовна
Райганат (Рая) Абдусаламовна Буттаева (Меджидова) (23 августа 1934, с. Куба, Лакский район, Дагестанская АССР, РСФСР, СССР) — советская и российская актриса Лакского музыкально-драматического театра имени Э. Капиева.

## Творческая карьера
В детстве Раисат очень любила, когда в её родное село Куба приезжал на гастроли Лакский театр. На одном из концертов в Кумухе директор Лакского театра Минкаил Алиев, услышав исполнение Раисат, предложил ей поступить в труппу театра. В 1950 году шестнадцатилетней девушкой, её взяли на работу в Лакский театр, который нуждался в молодых артистах. Она пришла в театр без предварительного обучения актерской профессии. В начале своей творческой карьеры Райганат играла роли мальчиков или девочек-подростков. Театру посвятила более 60 лет.

## Театральные работы
- «Семья Аллана» (Г. Мухтаров) — Юзгуль
- «Не все коту масленица» (А. Островский) — Феона
- «Севиль» (Д. Джабарлы) — Гундюз
- «Блудный сын» (Э. Раннет) — Аника
- «Лекарь по неволе» (Мольер)
- «Разбойники» (Ф. Шиллер) — Амалия,
- «Коварство и любовь» (Ф. Шиллер) — Луиза
- «В родной ауле» (М. Алиев) — Жарият,
- «Парту Патима» (М. Алиев) — Бахтунша, Заза;
- «Женитьбе» (Н. Гоголь) — Фекла Ивановна
- «Черт в сундуке» (Ц. Шагжин) — Бубу
- «Квартет для души» (Г. Хугаев) — Бабуца
- «Извините» (Ф. Алиева и М. Абдулхаликов) — Патимат
- «Материнская слава» (Р. Хубецова) — Хансият
- «Обманутая любовь» (Б. Рамазанов) — Маймаки
- «12-я ночь» (У. Шекспир) — Виола
- «Проделки Скапена» (Мольер) — Зербинетту
- «Свадьба Кречинского» (А.Сухово-Кобылин) — Муромская
- «Итальянская баллада» (Н. Алиев) — Луиза
- «Особняк» (В. Эфендиев) — Салихат
- «Золотая бабочка» (К. Мазаев) — Старушка на годекане
- «Чёрный день» (С. Касумов) — мать погибшего на фронте

## Фильмография
- 1972 — «Канатоходец» — соседка

## Звания и награды
- Народная артистка Дагестанской АССР (1985).
- Лауреат республиканской премии им. Г. Цадасы (2001)
- Почетная грамота Президиума Верховного Совета ДАССР
- Благодарность Министерства культуры Республики Дагестан (2019)
- Памятный знак «Факел искусства» (2019)

## Личная жизнь
В девичестве Меджидова. Была замужем за Народным артистом Дагестана Гасаном Джамалутдиновичем Буттаевым. У них трое сыновей: Камиль, Джамалудин и Магомед, а также дочь — Зулейхат.